# Ceraphron cephalonica
Ceraphron cephalonica är en stekelart som först beskrevs av Ferriere 1930.  Ceraphron cephalonica ingår i släktet Ceraphron och familjen pysslingsteklar. Inga underarter finns listade i Catalogue of Life.